# تومي ماهر
تومي ماهر (بالإنجليزية: Tommy Maher)‏ هو لاعب قذف أيرلندي، ولد في 25 أبريل 1922 في Gowran ‏ في جمهورية أيرلندا، وتوفي في 25 مارس 2015.